# Evarcha albaria
Evarcha albaria är en spindelart som först beskrevs av Koch L. 1878.  Evarcha albaria ingår i släktet Evarcha och familjen hoppspindlar. Inga underarter finns listade i Catalogue of Life.